# Mauro Checcoli
Mauro Checcoli (Bologna, 1º marzo 1943) è un cavaliere, dirigente sportivo e progettista italiano, vincitore di due medaglie d'oro nell'equitazione ai Giochi olimpici di Tokyo 1964. Laureato in ingegneria, dopo la carriera sportiva, ha intrapreso l'attività di progettista architettonico.

## Biografia

### Carriera sportiva
Inizia a praticare equitazione a 11 anni, nel 1954, presso ?... , contemporaneamente a scherma, atletica (è stato campione regionale giovanile di salto in lungo) e pallacanestro (Moto Morini Bologna, arrivando anche alla serie A). A diciannove anni viene selezionato per la squadra nazionale di Concorso completo e sotto la guida del Marchese Mangilli partecipa ai Giochi olimpici di Tokyo 1964 su Surbean vincendo la medaglia d'oro individuale e, con Paolo Angioni, Giuseppe Ravano e Alessandro Argenton, anche quella a squadre.
Nel 1966 si laurea campione italiano, quattro anni dopo partecipa anche a Città del Messico 1968, ma non termina la gara a causa di un uragano tropicale che stravolge la regolarità della gara. Si prepara anche per Monaco di Baviera 1972, ma a poche settimane dall'evento perde il cavallo Rosario.
Torna, ancora con Mangilli, a Los Angeles 1984 con Spey Cast Boy, ma un errore ad all'ultimo ostacolo della terza gara lo regola al settimo posto.
Con lo stesso cavallo, nell'ultima gara importante della carriera, si classifica decimo ai campionati europei 1985 di Burghley.

### Percorso di studi e progetti
Checcoli si è laureato in ingegneria civile nel 1972 presso l'Università degli Studi di Bologna. Dopo aver lavorato come ricercatore nell'Istituto di Urbanistica della facoltà di ingegneria dal 1972 al 1983, viene coinvolto in numerosi progetti come l'Unipol Arena (ex Palamalaguti) di Casalecchio, la Biblioteca David Lubin di Roma, il restauro dell'Abbazia di San Giusto a Tuscania, il Palazzo dei Congressi di Cento, il Bocciodromo Federale di Roma, la nuova sede della Camera di Commercio di Bologna. Insieme a Richard Meier e Piero Sartogo ha progettato la nuova Facoltà di Ingegneria a Bologna e il Piano Urbano di Bertalia-Lazzaretto a Bologna; sempre con Sartogo Architetti, la Winery dei Marchesi Frescobaldi in Toscana e, con Kulapat Yantrasast e sempre insieme a Meier, il Museo nazionale dell'ebraismo italiano e della Shoah di Ferrara.

### Attività dirigenziali
Dal 1978 al 1988 riveste il ruolo di presidente provinciale del CONI di Bologna dal 1978 al 1988 ed è membro del Consiglio Nazionale.
Dal 1988 al 1996 è stato presidente della Federazione Italiana Sport Equestri (F.I.S.E.) e nel 1998 è commissario straordinario della Federazione Italiana Medici Sportivi.
Dal 1997 è presidente dell'Accademia Olimpica Nazionale Italiana, vicepresidente della Fondazione Giulio Onesti di Roma, Presidente della Fondazione Insieme Vita e Presidente dell'Associazione per il Microcredito Micro-Bò.

## Palmarès
| Anno | Manifestazione  | Sede  | Evento                        | Risultato |
| ---- | --------------- | ----- | ----------------------------- | --------- |
| 1964 | Giochi olimpici | Tokyo | Concorso completo individuale | Oro       |
| 1964 | Giochi olimpici | Tokyo | Concorso completo a squadre   | Oro       |

## Riconoscimenti
- Nel maggio 2015, una targa a lui dedicata fu inserita nella Walk of Fame dello sport italiano a Roma, riservata agli ex-atleti italiani che si sono distinti in campo internazionale.[3][4]